# Encurtidos de España

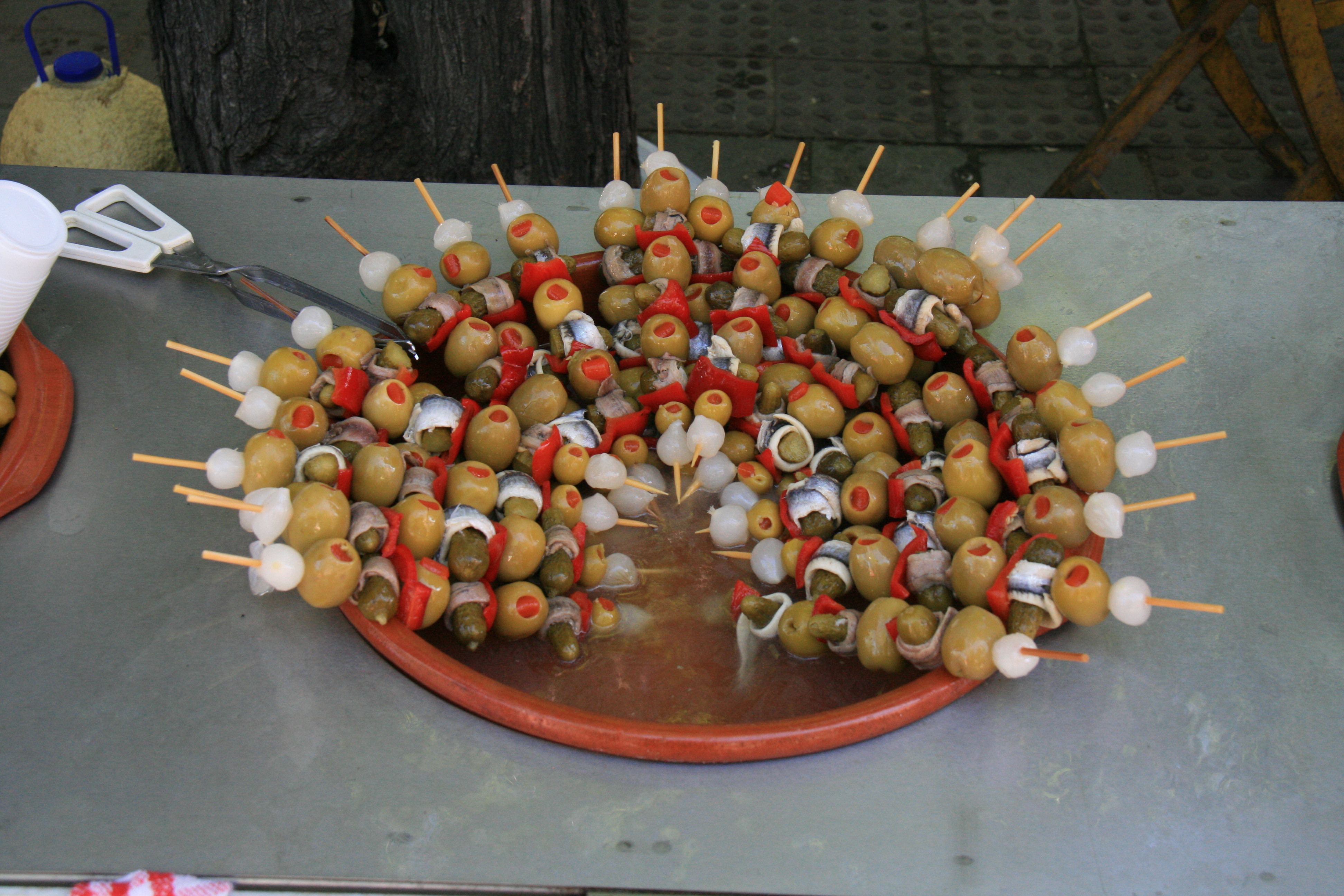
Las banderillas son un surtido de productos vegetales encurtidos, en forma de pincho.

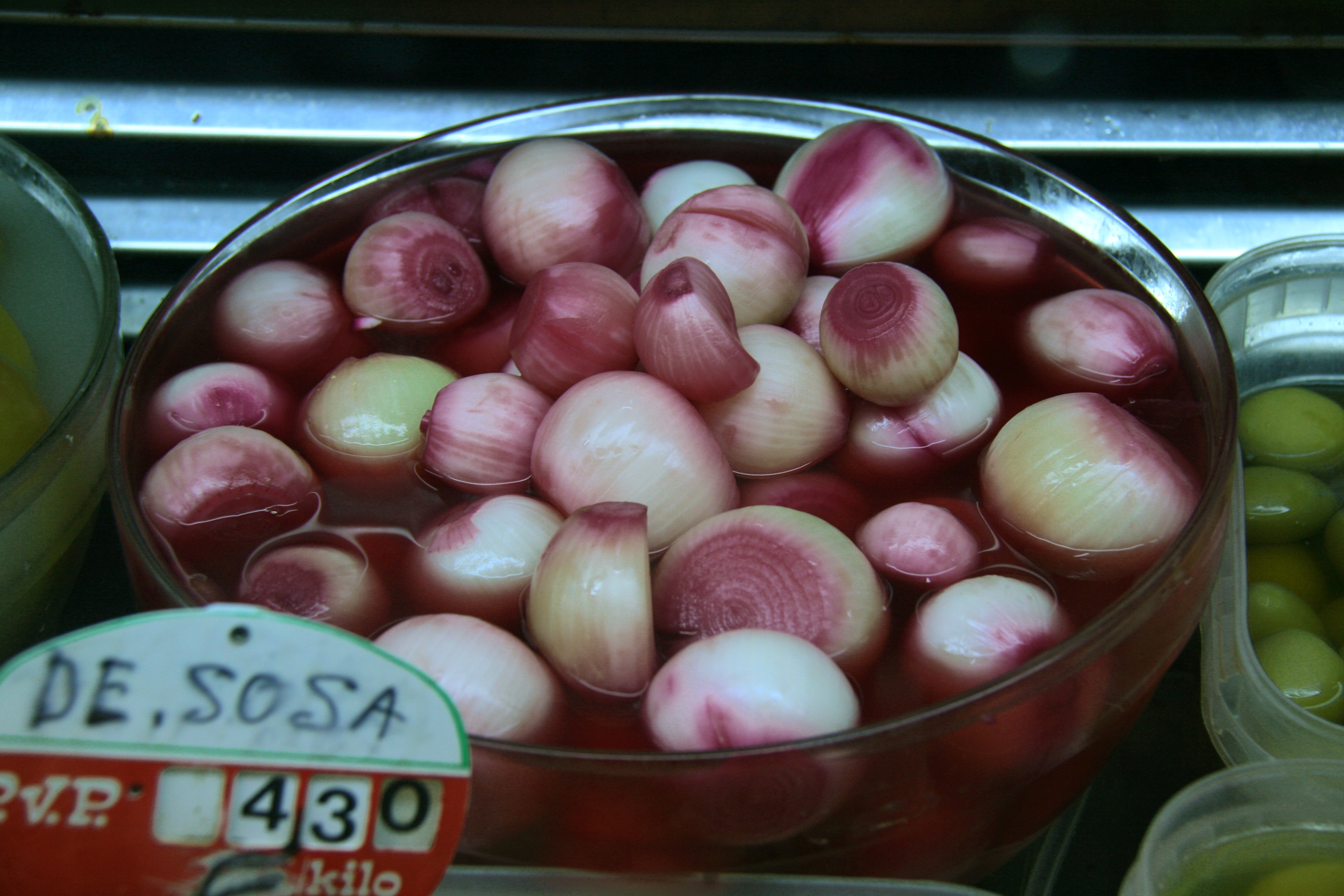
Encurtido de las cebollas con toques violáceos de remolacha.

Los Encurtidos de España corresponden al conjunto de verduras y hortalizas que han sido fermentadas y que tienen sentido en la cultura culinaria de España. Uno de los encurtidos más populares es el de la aceitunas de mesa abundantes en la tradición española, y empleadas como aperitivos. Las preparaciones de encurtidos se sirven,por regla general en los lugares donde se celebran festividades, en reuniones al aire libre (romerías, verbenas). Algunos encurtidos como las berenjenas de Almagro centra su producción en pueblos de la comarca del Campo de Calatrava, en el centro de la provincia de Ciudad Real (Castilla-La Mancha.

## Historia
La preparación de encurtidos ha sido desde antiguo un método de conservación de alimentos que proporciona además un sabor característico a las verduras. La producción de olivas en el mediterráneo es importante, además de estacional. El encurtido es una forma de conservación natural que se emplea desde antiguo para dar salida a la gran cantidad de olivas recogida durante los meses de otoño. Similar procedimiento se aplica a la berenjena en algunos lugares de la geografía española u origen puede remontarse a la cocina andalusí, ya que fueron los árabes procedentes de Siria los que trajeron la berenjena a España, dejando en Almagro no solo el fruto sino también la forma de conservación. Hay refranes del siglo XVII que mencionan la abundancia de las berenjenas en la ciudad de Almagro ("En Almagro berenjenas a carros").
Las alcaparras (Capparis spinosa) se empleaban frecuentemente en la saborización de platos de carnes y pescados desde periodo del imperio romano. En la actualidad su uso se encuentra muy reducido. A pesar de ello pueden encontrarse en los mercados españoles encurtidos de alcaparrones.
La Norma española sobre la denominación de los encurtidos (UNE 34-088-78) del Instituto Nacional de Racionalización y Normalización se aprueba en el año 1978.

## Encurtidos y sus usos culinarios

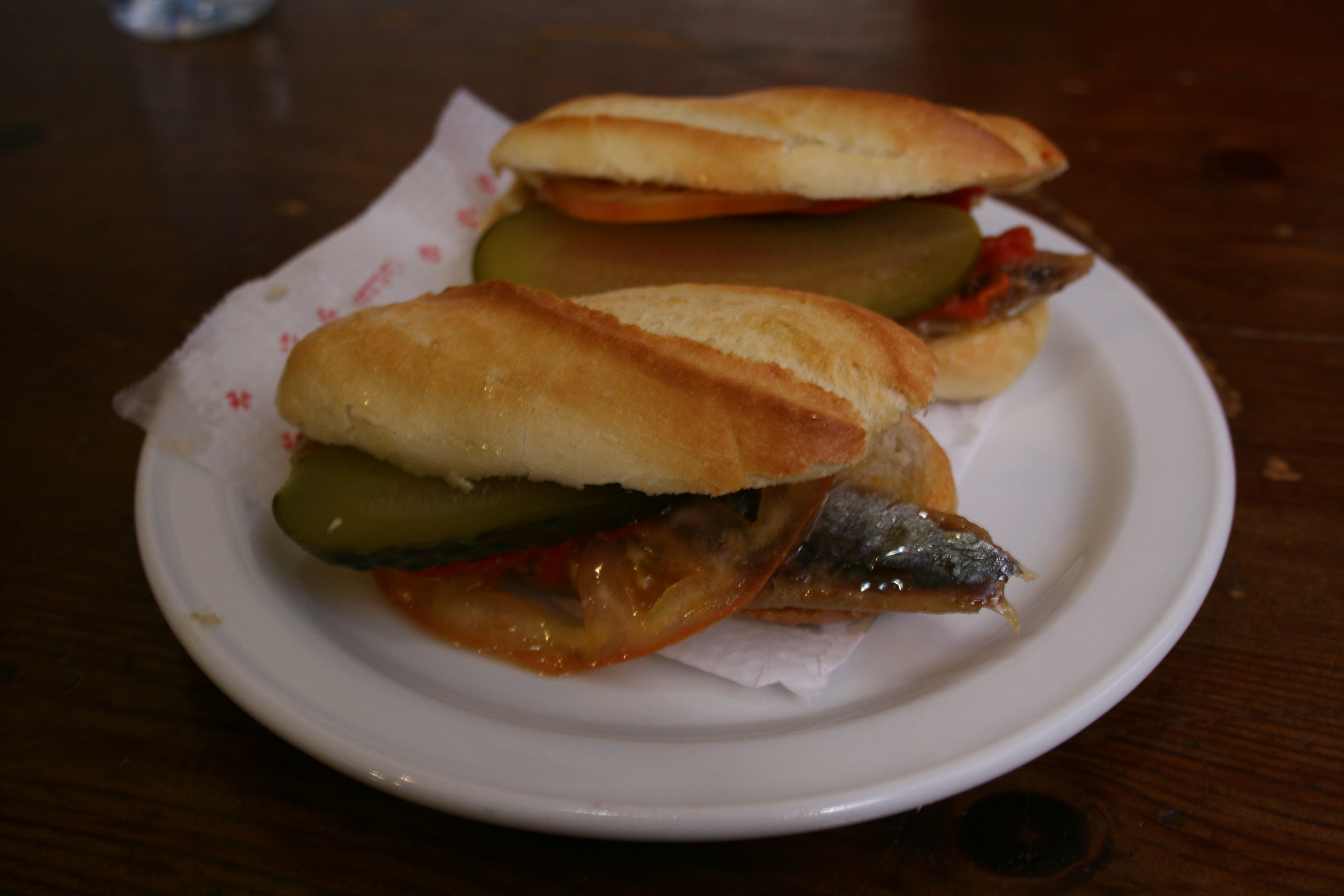
Los encurtidos que se sirven solos, a veces pueden saborizar los contenidos de otros platos como bocadillos.

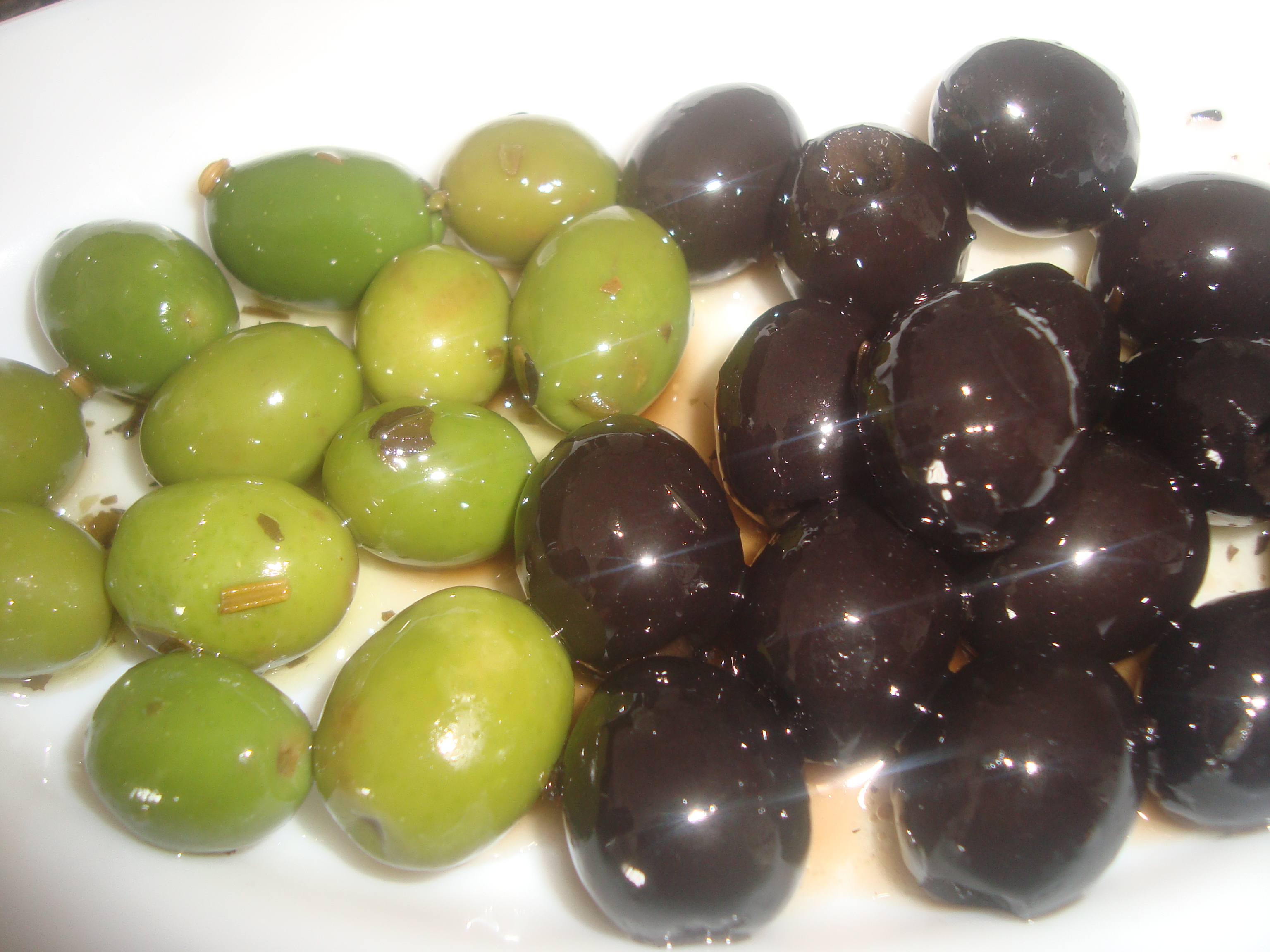
Olivas verdes y negras aliñadas.

Los encurtidos poseen una tienda especializada en los mercados españoles donde se comercializan: a veces en tiendas de ultramarinos. Se encuentran frecuentemente a granel (al peso), o enlatados en conservas (cristal, latón). El encurtido más popular son las aceitunas de mesa. Las variedades de aceituna empleadas son muchas, y dependen principalmente de la zona geográfica donde se comercializen. Las variedades más importantes son la manzanilla y la sevillana. Las banderillas son un tipo de tapa muy extendido en España, y se suele servir como tapa. Las berenjenas (Solarum melongena) de la variedad "Dealmagro" son muy empleadas en aperitivos diversos a lo largo de diversas partes del territorio. Otros encurtidos que se encuentran habitualmente son las cebollas, los pepinillos, en menor medida las zanahorias.
Los encurtidos en la cocina española pueden participar en diversas preparaciones, como pueden ser bocadillos de pescado: sardinas en conserva, el atún y bacalao. A veces se sirven junto con boquerones en vinagre y otros escabeches (mejillones en conserva). Los encurtidos forman parte de las preparaciones de ensaladas: ensalada de tomate, ensalada campera. Los encurtidos finamente picados pueden servirse como una salsa vinagreta.
La ensaladilla rusa, tan popular en las cocinas del levante español, suele llevar una variedad de encurtidos picados entre sus ingredientes. A veces se sirven como tapa, haciendo buen maridaje con cervezas y vermut. Mal con vino debido a su contenido acético. 